# Déconstruction (analyse de texte)
Pour l'approche architecturale, voir déconstructivisme.
Pour les articles homonymes, voir Déconstruction.
Ne doit pas être confondu avec Déconstruction (BTP) ou Déconstruction aéronautique.
Vous pouvez aider à l'améliorer ou bien discuter des problèmes sur sa page de discussion.
- Le fond est à vérifier. Si vous venez d’apposer le bandeau, merci d’indiquer ici les points à vérifier. (Marqué depuis août 2020)

Vous pouvez aider à l'améliorer ou bien discuter des problèmes sur sa page de discussion.
- Il ne s’appuie pas, ou pas assez, sur des sources secondaires ou tertiaires. (Marqué depuis août 2020)
- Il doit être débarrassé d’une partie de son jargon. Sa qualité peut être largement améliorée en utilisant un vocabulaire directement compréhensible par le plus grand nombre. (Marqué depuis novembre 2018)

- Archive Wikiwix
- Bing
- Cairn
- DuckDuckGo
- E. Universalis
- Gallica
- Google
- G. Books
- G. News
- G. Scholar
- Persée
- Qwant
- (zh) Baidu
- (ru) Yandex
- (wd) trouver des œuvres sur Wikidata

La déconstruction (ou le déconstructionnisme) est une pratique d'analyse de texte qui vise à révéler les confusions de sens par l'analyse des postulats sous-entendus et les omissions.
Apparue dans les milieux universitaires dans les années 1960, elle participe à la fois de la philosophie et de la littérature ; elle a eu un grand écho aux États-Unis, où elle est assimilée à la philosophie postmoderne, et plus globalement à l'approche divergente de la philosophie continentale d'Europe. Si le terme « déconstruction » a d'abord été utilisé par Heidegger, c'est Derrida qui en a systématisé l'usage et théorisé la pratique.

## La déconstruction chez Heidegger
Le terme de déconstruction apparaît pour la première fois chez Derrida dans son ouvrage De la grammatologie mais sans traduction explicite des termes heideggeriens. Derrida explique qu'il souhaite « entre autres choses » proposer une traduction des termes allemands Destruktion et Ausbau, utilisés par Heidegger dans Être et Temps. Il estime la traduction plus pertinente que la traduction classique par destruction, dans la mesure où il ne s'agit pas tant, dans la déconstruction de la métaphysique, de la réduire au néant, que de montrer comment elle s'est bâtie.
« Tous les deux signifiaient dans ce contexte une opération portant sur la structure ou l’architecture traditionnelle des concepts fondateurs de l’ontologie ou de la métaphysique occidentale. Mais en français le terme « destruction » impliquait trop visiblement une annihilation, une réduction négative plus proche de la « démolition » nietzschéenne, peut-être, que de l’interprétation heideggerienne ou du type de lecture que je proposais. Je l’ai donc écarté. Je me rappelle avoir cherché si ce mot « déconstruction » (venu à moi de façon apparemment très spontanée) était bien français. » — Derrida, Psyché. Inventions de l'autre, p. 338
En réalité, le mot déconstruction apparaît dès 1955 dans le contexte de la philosophie française à l'occasion de la traduction du texte de Heidegger Contributions à la question de l'être (Zur Seinsfrage). Gérard Granel choisit ce terme pour traduire le mot allemand Abbau qu'il voulait distinguer du mot « destruction » (traduction de Zerstörung).
Chez Heidegger, dans Être et Temps (Sein und Zeit), la Destruktion porte sur le concept de temps ; elle doit révéler par quelles étapes successives l'expérience originaire du temps a été recouverte par la métaphysique, faisant oublier le sens originaire de l'être comme être temporel. Les trois étapes de cette déconstruction se suivent à rebours de l'histoire : 
1. « la doctrine kantienne du schématisme et le temps comme étape préalable d'une problématique de la temporalité » ;
2. « le fondement ontologique du cogito ergo sum de Descartes et la reprise de l'ontologie médiévale dans la problématique de la res cogitans » ;
3. « le traité d'Aristote sur le temps comme séparateur de la base phénoménale et des limites de l'ontologie antique ».

Toutefois, si Heidegger annonce cette déconstruction à la fin de l'Introduction de Sein und Zeit (§ 8, p. 40 de l'édition de référence), cette partie, qui devait constituer, d'après le plan de 1927, la seconde de l'ouvrage, n'a jamais été rédigée en tant que telle. Tout au plus peut-on considérer que d'autres ouvrages ou conférences la recoupent partiellement, à commencer par l'ouvrage Kant et le problème de la métaphysique, publié en 1929.
« Cette tâche, nous la comprenons comme la destruction, s’accomplissant au fil conducteur de la question de l’être, du fonds traditionnel de l’ontologie antique, [qui reconduit celle-ci] aux expériences originelles où les premières déterminations de l’être, par la suite régissantes, furent conquises. » — Heidegger, Être et Temps

## La déconstruction chez Derrida
En traduisant et en se ré-appropriant la notion de déconstruction, Derrida entendait que la signification d'un texte donné (essai, roman, article de journal) est le résultat de la différence entre les mots employés, plutôt que de la référence aux choses qu'ils représentent. Il s'agit d'une différence active, qui travaille en creux le sens de chacun des mots qu'elle oppose, d'une façon analogue à la signification différentielle saussurienne en linguistique. Pour marquer le caractère actif de cette différence (au lieu du caractère passif de la différence relative à un jugement contingent du sujet), Derrida suggère le terme de différance, sorte de mot-valise combinant « différence » et le participe présent du verbe « différer » : « différant ». En d'autres termes, les différentes significations d'un texte peuvent être découvertes en décomposant la structure du langage dans lequel il est rédigé.[pas clair]

## Critique
La déconstruction ne se veut ni une méthode, ni un système philosophique, mais plutôt une pratique[réf. souhaitée]. Ses détracteurs lui reprochent souvent son obscurité ou ses formules alambiquées[réf. souhaitée]. Le jour de la mort de Derrida, le New York Times, sous la plume de Jonathan Kandell, titrait ainsi : « Jacques Derrida, théoricien abscons, meurt à 74 ans ». Paradoxalement peu connue en France, où elle reste attachée à la figure de Derrida, elle a été l'objet de violentes attaques[réf. souhaitée], principalement aux États-Unis où elle fleurit dans les départements de littérature. Derrida a répondu aux critiques du philosophe américain John Searle dans son livre Limited Inc. (le titre du livre est un jeu de mots sur le nom du philosophe : « Inc. » étant la traduction approximative de la SARL française[réf. souhaitée]).
Le philosophe Stéphane Sangral, dans son ouvrage intitulé Préface à ce livre (et sous-titré Précis de déconstruction), définira la déconstruction comme la construction d'"une dimension supplémentaire à l’analyse, une dimension prenant en compte, en plus de l’objet analysé, l’analyste et son langage, une dimension où le contenu et le contenant de la production analytique s’enchevêtrent et se disséminent, une dimension hyperréflexive dans laquelle tout en-soi, quelle que soit son apparente fixité, se révèle dans un vertigineux mouvement hélicoïdal dont la force centrifuge le projette ailleurs que dans sa simple possibilité d’être, et finalement le projette dans l’impossible".
Pour le sociologue Norbert Elias, la "déconstruction" de Derrida est simplement une "analyse critique".
Certains auteurs affirment que l'utilisation de la pratique de la déconstruction dans l’analyse sociologique et sociétale peut aboutir parfois à des effets pernicieux selon eux : les effets de la déconstruction des valeurs sur la jeunesse occidentale font l'objet d'un essai publié en octobre 2019, "Enfants de la déconstruction, Portrait d'une jeunesse en rupture" [réf. à confirmer]. Dans cet ouvrage[réf. souhaitée], les auteurs, Paul Melun (1994-) et Jérémie Cornet, critiquent les effets néfastes de la déconstruction des valeurs sur l'Occident déclarant notamment dans un entretien dans Le Figaro que "la déconstruction des valeurs engendre une société du vide" [réf. à confirmer].

## Penseurs influencés par la déconstruction
- Judith Butler
- Jean-Luc Nancy
- Philippe Lacoue-Labarthe
- Jean-François Lyotard
- Bernard Stiegler
- Julia Kristeva
- Hélène Cixous
- Avital Ronell
- Richard Rorty
- Edward Saïd
- Stéphane Sangral
- Paul de Man
- Jacques Ehrmann
- Gayatri Chakravorty Spivak
- Rodolphe Gasché
- Paul B. Preciado